# Gare de St. Catharines
La  gare de St. Catharines à St. Catharines, en Ontario, est desservie par GO Transit et Via Rail Canada. La gare, située à environ un kilomètre du centre-ville, est une gare avec service. Il y a deux trains par jour, dans chaque direction.

## Situation ferroviaire
La gare est située à la borne 11,8 milles (19 km) de la subdivision Grimsby du Canadien National, entre les gares de Grimsby et Niagara Falls. En direction de Niagara Falls, la subdivision traverse le canal Welland avant d'approcher la gare de Niagara Falls. Un embranchement du Trillium Railway relie la subdivision Grimsby du CN et la subdivision Hamilton du Canadien Pacifique à l'est de la gare.

## Histoire

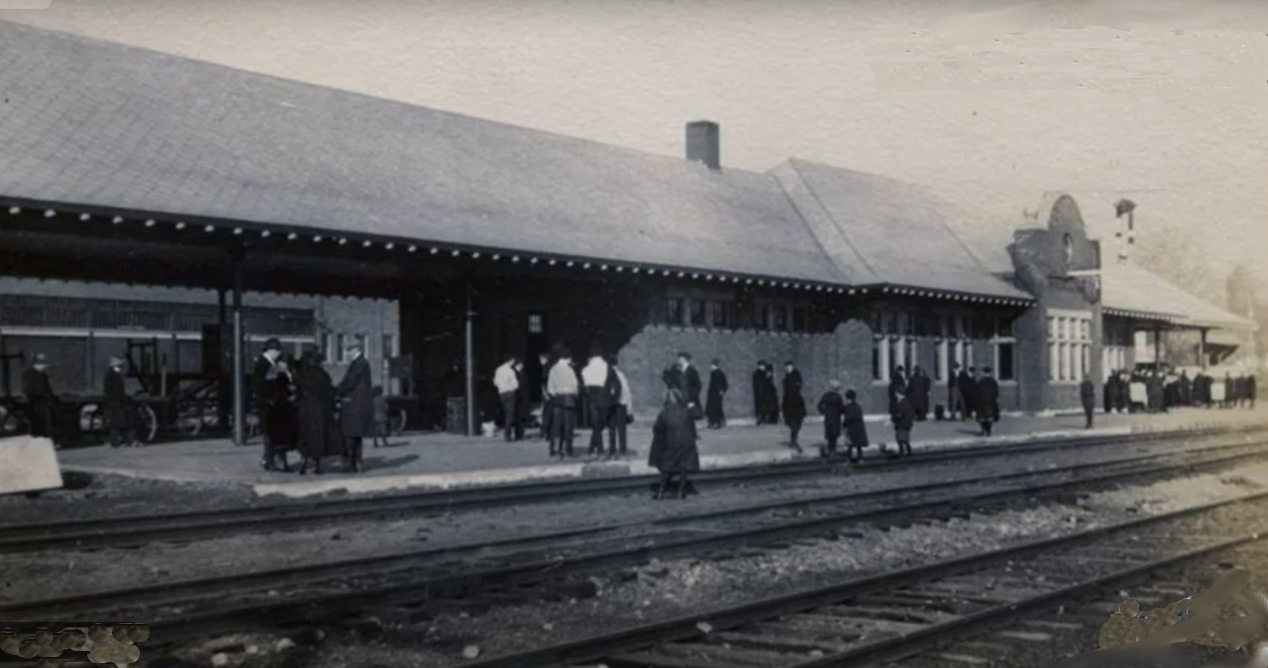
La gare vers 1917.

La première gare de St. Catharines, une structure en bois, a été construite en 1853 par le Great Western Railway. Le Great Western a été le premier chemin de fer à desservir St. Catharines, reliant Windsor et Niagara Falls. Cependant, l'emplacement de la gare était un point de discorde pour les résidents et les entrepreneurs de la ville. Alors que les résidents souhaitaient que le chemin de fer traverse le centre-ville directement, l'entreprise ferroviaire estimait que la profonde vallée du canal Welland au ruisseau Twelve Mile était un obstacle trop important à surmonter. Au lieu de cela, le Great Western a construit la gare de St. Catharines à Western Hill, du côté sud du canal et loin du centre-ville. Le tronçon entre Hamilton et la frontière américaine a été mis en service le 1 novembre 1853, et le premier train a traversé la totalité de la ligne entre Windsor et Niagara Falls en janvier 1854.
Même si St. Catharines ne deviendrait pas un grand centre ferroviaire comme Hamilton ou Toronto, sa gare était plutôt animée. Avec le rail comme moyen de transport de marchandises plus rapide et plus fiable, la gare a permis un accès commercial accru et la production accélérée pour les industries de la ville. La gare est également devenue un centre de transport important pour les voyageurs qui traversaient le Canada et les États-Unis pour profiter des eaux minérales de ses stations thermales réputées. De plus, l'arrivée de la première gare a stimulé le développement de réseaux ferroviaires et de tramway urbains et interurbains plus étendus, mieux desservant les habitants et les entreprises de St. Catharines et de la péninsule.
L'importance de cette gare s'est poursuivie au XXe siècle. En 1917, le Grand Tronc, qui a repris la ligne et la gare du Great Western, a construit une nouvelle édicule en brique, même pas 20 ans après avoir déjà remplacé la première. Un tel investissement et l'utilisation de matériaux de construction plus permanents reflétaient l'optimisme de l'entreprise à l'époque, alors même que l'automobile gagnait en popularité.
La nouvelle édicule faisait partie d'une initiative municipale visant à améliorer le lien entre le centre-ville et le chemin de fer en posant une branche de voies de tramway sur le pont Burgoyne, nouvellement construit au long de la rue Saint-Paul Ouest. La gare a été reliée avec succès au centre-ville de St. Catharines, renforçant ainsi le rôle intégral du rail dans les déplacements interurbains.
L'édicule était typique des autres gares du Grand Tronc et du CN de l'époque - un pavillon, une porte cochère profonde et un bâtiment express séparé, relié par une seule ligne de toit en croupe. En 1923, la voie ferrée qui traverse la gare a été acquise par le Canadien National. La propriété a de nouveau été transférée en 1986, cette fois à Via Rail. Des rénovations ont été faites en 1988 et 1994, et en 2012, la billetterie a été remplacée par une borne automatisée.

## Service des voyageurs

### Accueil
Cette gare est sans personnel et la billetterie de Via Rail a été remplacée par une borne automatisée. Ainsi, un distributeur de billets permet les passagers de GO Transit d'acheter des titres. Les cartes de crédit et les portefeuilles mobiles sont également acceptées aux bornes de la carte Presto depuis août 2022.
La gare est équipée d'une salle d'attente, d'un téléphone payant, des toilettes publiques, d'un stationnement gratuit, et d'un support à vélo. La gare est accessible aux fauteuils roulants, y compris l'entrée de la gare et le quai d'embarquement. Un élévateur pour fauteuil roulant est disponible pour les passagers de Via Rail avec un préavis de 48 heures.

### Desserte
La gare dessert les trains de la ligne Lakeshore West entre les gares Union de Toronto et de Niagara Falls. Un train en direction de Toronto s'arrête à la gare les matins de semaine, et un en direction de Niagara Falls s'arrête les soirs de semaine. En plus, trois trains en direction de Toronto, et trois vers Niagara Falls desservent la gare les fins de semaine et les jours fériés entre la Fête de la Reine et l'Action de grâce.
La ligne 18K de GO Transit relie l'Université Brock et la gare d'Aldershot en semaine. Aucun service de GO n'est offert en fin de semaine. Comme alternative, la ligne 12 reliant le terminus Niagara Falls, la gare d'Aldershot et le stationnement incitatif Dundas sur l'autoroute 407 dessert le mail Fairview de St. Catharines 7 jours sur 7.
Le train Maple Leaf entre New York et Toronto a repris le service le 27 juin 2022, après deux ans de fermeture de la frontière canado-américaine en réponse à la pandémie.

### Intermodalité
La gare est desservie par la ligne 18K de GO Transit qui dessert l'Université Brock, les stationnements incitatifs Ontario et Casablanca, la gare de West Harbour, Hamilton GO Centre, et la gare d'Aldershot. La ligne dessert la gare du lundi au vendredi. La ligne 12E en direction de la gare Union dessert l'arrêt sur la rue Saint-Paul samedi et dimanche soir.
La gare est également desservie par les routes locales de St. Catharines Transit suivantes :
- 303 : Pelham Road (service de semaine, arrêt sur la rue Saint-Paul)
- 315 : West St. Catharines (service de semaine, arrêt sur la rue Saint-Paul)
- 415 : West St. Catharines (service du soir, de week-end, et de jours fériés, arrêt sur la rue Saint-Paul)
- 438 : Service de navette de week-end et de jours fériés, entre le terminus du centre-ville et la gare de St. Catharines (arrêt sur la rue Great Western)

## Patrimoine ferroviaire
La gare est désignée gare ferroviaire patrimoniale du Canada depuis 1994. Elle est construite en 1917 par le Grand Tronc. "Elle est une des dernières gares que la Compagnie du Grand Tronc (GT) a construites avant son effondrement et son absorption subséquente par le Canadien National (CN)."  .